# Tompos Márton
Tompos Márton Kristóf (Budapest, 1988. június 18. –), magyar politikus, média, kommunikációs és nemzetközi kapcsolatok szakember. A Momentum Mozgalom alapító tagja, egyben alelnöke 2024 januárjától 2024 júliusáig, 2024. július 8-án a párt elnökévé választották a párt tisztújító közgyűlésén.
A 2022-es választásokon a párt országgyűlési képviselője, frakcióvezető-helyettese lett.

## Családja
Édesanyja Németh Éva Anna bőrdíszműves, festő, édesapja Tompos Gábor angoltanár, a rendszerváltás előtt az állambiztonsági szervek által megfigyelt aktivista, aki szamizdatok nyomtatásában és terjesztésében vett részt. Anyai nagyapja Németh Mihály szobrász, Sárvár díszpolgára, míg anyai nagyanyja Brankovics Kukucska Éva festő, Pór Bertalan és Szőnyi István tanítványa.
Felesége marketingszakember, 2023-ban házasodtak össze.
Általános iskolai tanulmányai alatt igazolt sakkversenyző volt. Több nyelvet is tanult és beszél: angolul anyanyelvi szinten, olaszul közép-, németül alapfokon képes a kommunikációra.

## Tanulmányai
Budapest kerületei között folyamatosan ingázva nőtt fel és az I. kerületi Toldy Ferenc Gimnáziumban érettségizett 2007-ben. A felsőoktatási tanulmányait szintén ebben az évben kezdte meg, az Eötvös Loránd Tudományegyetem, Bölcsészettudományi Karán történelem és vallástörténet szakon. Mesterképzését ösztöndíjjal folytatta a bakui Azerbajdzsáni Diplomáciai Akadémián, Kaszpi-térségi tanulmányok szakon. A mesterképzést a hollandiai Leideni Egyetemen fejezte be Ázsia politikája, társadalma és gazdasága szakon, 2013-ban.

## Pályafutása

### Szakmai pályája
2013 decemberétől a Magyar Nemzeti Kereskedőház (2018-ban megszűnt, jogutódja: Magyar Exportfejlesztési Ügynökség Nonprofit Zrt.) turisztikai, majd viszonylati menedzsere. 2015-től több cégnél is dolgozott, középvezetői, PR és kommunikációs tanácsadó pozíciókban. 2018 és 2020 októbere között a Pop’s Property Upkeep ügyfélkapcsolati adminisztrátoraként tevékenykedett.

### Politikai pályája
2016 óta tagja a Momentum Mozgalomnak, mint videótechnikus szakember az XYZ videóblogot szerkesztette, majd a 2017-es párttá alakulásának egyik alapítója. 2020 októberétől a párt KorrupcióVadász munkacsoportjának a vezetője, az Újpesti Sajtó Szolgáltató Nonprofit Kft. felügyelőbizottsági elnöke. Aktívan kampányol a belvárosi korrupciós ügyek ellen, a gyanús eseteket pedig kivizsgálja, mint például a Wichmann-kocsma lebontásának ügyét, vagy a Nyugati Pályaudvarhoz tervezett Cirkusz-komplexum építése helyett egy zöldterület kialakítását javasolja.
A Momentum Mozgalom 2021. március 3-án tartott sajtótájékoztatóján bejelentette, hogy a 2022-es országgyűlési választások ellenzéki előválasztásain Tompos Mártont jelöli a Budapesti 5. számú egyéni választókerület jelöltjeként.
A 2022-es választásokon a párt országgyűlési képviselője, frakcióvezető-helyettese lett.
A Momentum Mozgalom alelnöke 2024 januárjától 2024 júliusáig, 2024. július 8-án a párt elnökévé választották a párt tisztújító közgyűlésén.

## Tudományos tevékenységek
- “The future of Kyrgyzstan: Possibilities and Challenges from the perspective of international relations”. Tanulmány, publikálva a Centro Argentino de Estudios Internacionales által 2012 áprilisában[10]
- Kutatási asszisztens: Social Political Context: Muslim but Secular in Fuad Aliyev: Islamic Finance in Central Asia and Caucasus: Risks, Challenges and Opportunities. 2012. március.
- Előadó a 2. Orientalisztikai Konferencián. Téma: „Verseny a közép-ázsiai gázkészletekért.”, Budapest, 2010. november
- Szervező a Kínai Újév ünnepségen. Eötvös Loránd Tudományegyetem, Állam- és Jogtudományi Kar, Budapest, 2009.
- Előadó az éves Toldy Akadémián. Téma: „Összeesküvés-elméletek”, Budapest, 2006. október